# Journal intime (roman)
Pour les articles homonymes, voir Journal intime (homonymie).
Journal intime (titre original : Diary) est un roman de Chuck Palahniuk paru en 2003 aux États-Unis.